# Soplo
El término soplo deriva del sonido (similar al soplar) originado por la turbulencia de la sangre cuando atraviesa algunas estructuras cardíacas o vasculares, siendo audible con el estetoscopio. Aunque tener un soplo puede ser signo de enfermedad en algunas ocasiones no lo es, denominándose como soplos funcionales (fisiológicos o inocentes); estos últimos no son raros y no ameritan tratamiento.
Los soplos debido a enfermedades cardíacas o vasculares pueden ser signo de diferentes manifestaciones, congénitas o adquiridas, y ameritan la evaluación especializada.
Se diferencia del frémito o thrill, ya que el soplo se obtiene durante la auscultación, y este (thrill) durante la palplación, precisando de la palpación de Bard o con la punta de los dedos.